# 21 Things I Want in a Lover
Pistes de Under Rug Swept
-
(0) Narcissus
(2)
21 Things I Want in a Lover (parfois raccourci en 21 Things) est une chanson écrite, composée, interprétée et produite par l'artiste canadienne Alanis Morissette pour son cinquième album studio, Under Rug Swept (2002), dont elle constitue la première piste. C'est une chanson de rock alternatif, avec la participation du guitariste Dean DeLeo du groupe Stone Temple Pilots. Au niveau des paroles, la chanson parle des 21 qualités que Morissette souhaiterait trouver chez quelqu'un avec qui partager sa vie, tout en prenant soin de préciser qu'il ne s'agit pas de conditions sine qua non.
21 Things reçoit des avis mitigés de la part des critiques, beaucoup faisant les éloges d'un titre qui sort du lot par rapport au reste de l'album, tandis que d'autres trouvent à redire au niveau des paroles. Le titre n'est sorti en single qu'au Brésil, figurant dans le classement Hot 100, culminant dans le top 50. Un vidéoclip de la chanson est également  publié dans ce pays, avec des extraits du DVD Feast on Scraps et des passages d'émissions en direct. Alanis Morissette interprète le morceau lors de la tournée Toward Our Union Mended (2002), de la tournée So-Called Chaos (2004) et de la tournée Guardian Angel (2012).

## Contexte et enregistrement

Signalétique autoroutière canadienne, ici le King's Highway 21 de l'Ontario natal d'Alanis Morissette

21 Things I Want in a Lover est entièrement écrit, arrangé et produit par Alanis Morissette, dans la même veine que l'ensemble de l'album, Under Rug Swept. Ce morceau, mixé par Chris Fogel, bénéficie de la participation exceptionnelle de Dean DeLeo, guitariste des Stone Temple Pilots. En écrivant le morceau, Alanis Morissette  affirme qu'elle plaisantait sur une partie des critères de la chanson, mais dans une autre interview, elle se dit « on-ne-peut-plus sérieuse. » Selon Alanis Morissette, « Je suis allée à Toronto pour écrire des chansons pour le disque et j'ignorais si j'allais écrire  seule ou avec quelqu'un. Je n'en avais aucune idée, mais j'ai commencé à écrire seul et, la première semaine, j'avais écrit sept chansons. Donc tout a été très rapide et accéléré [. . . ] Tout suivait bien son cours dans ma petite station orbitale où j'avais un clavier, une guitare acoustique, une électrique, mon journal et un microphone à ma disposition, et on enregistrait tout sur numérique. ».

## Composition

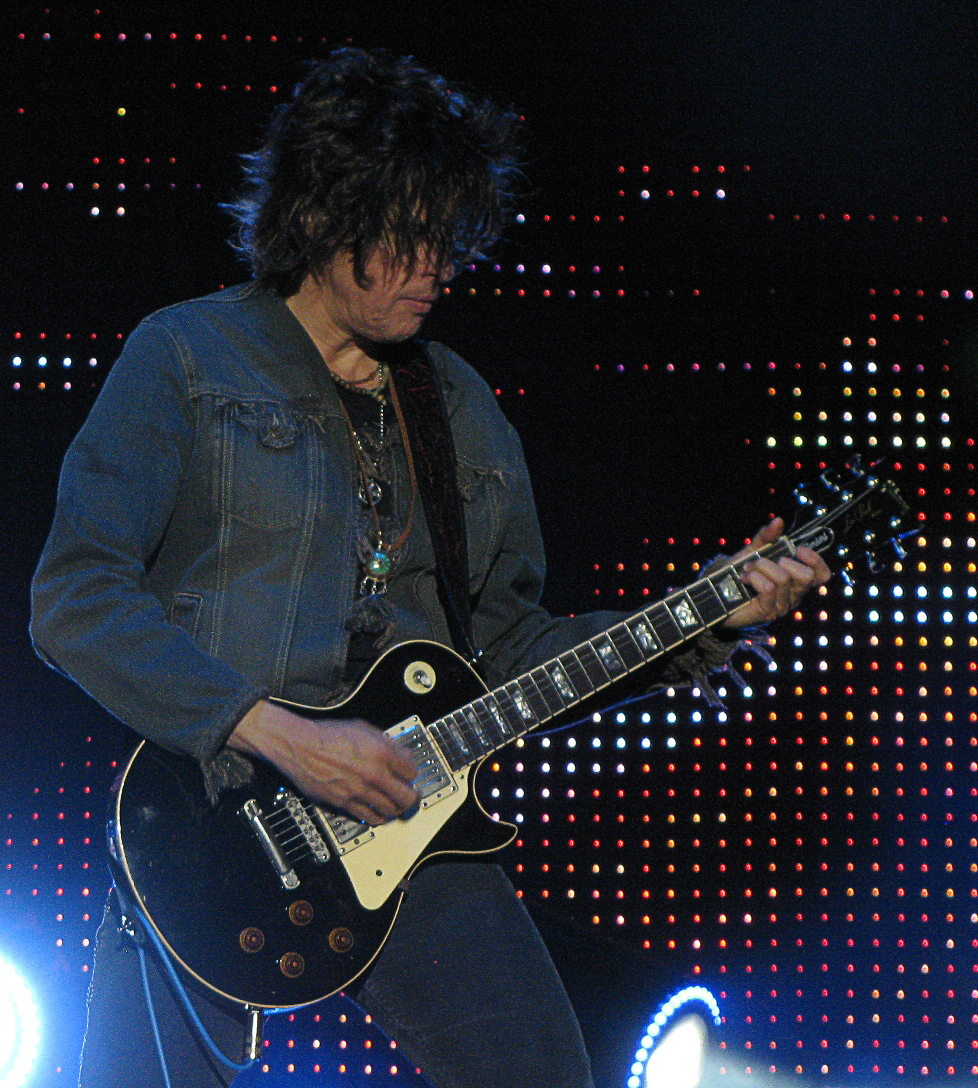
Dean DeLeo, guitariste.

Selon la partition publiée sur Musicnotes.com par Universal Music Publishing Group, le titre 21 Things I Want in a Lover est écrit en do majeur, avec un tempo modéré de 96 battements par minute. L'introduction suit la progression d'accords de C5–C(5)–F5/C-C. La gamme vocale d'Alanis Morissette s'étend de la note grave en G4 à la note aiguë en C6. La chanson de rock alternatif commence par un riff de guitare qui attaque à pleines dents, joué par Dean DeLeo, suivi d'Alanis Morissette qui énumère ses vingt-et-un critères qu'elle veut trouver chez un amant, « pas nécessairement des besoins mais des qualités qu'[elle] préfère. ».

## Paroles

### Linguistique du titre
Le titre 21 things I Want in a Lover (prononcé en anglais : /ˈtwentiˌwʌn θɪŋz aɪ wɑːnt ɪn ə ˈlʌvɚ/) pourrait se traduire en français par 21 choses que je veux chez un amant pour une version sourcière ou encore 21 trucs que je recherche chez un mec dans une approche plus cibliste.

### 21 Things
Voici les vingt-et-un critères recensés par ordre d'apparition dans la chanson :
1. Bon perdant (♫joy when someone else succeeds)
2. Fair play (♫not play dirty when engaged  in competition)
3. De grandes capacités intellectuelles (♫a big intellectual capacity)
4. L'humilité de reconnaître de ne pas avoir la science infuse (♫not equate wisdom)
5. Conscient du miroir aux alouettes (♫everything as an illusion)
6. Savoir profiter quand même de l'instant (♫enjoy it even though you're not part of it)
7. Être masculin avec une part de féminité (♫both masculine and feminine)
8. Le sens du politique (♫politically aware)
9. Être contre la peine de mort (♫don't believe in capital punishment)
10. Savoir s'engager  à corps perdu (♫diving in)
11. Aimer sans se sentir tenu en laisse (♫Loving someone can actually feel like freedom)
12. de l'humour (♫funny) ,
13. de l'autodérision (♫self-depreciating)
14. L'esprit aventureux (♫like adventure)
15. Plein de convictions fermes (♫many formed opinions)
16. Désinhibé au lit (♫uninhibited in bed)
17. Plus de 3 rapports hebdomadaires (♫more than three times a week)
18. Prêt à de nouvelles expériences (♫experimental)
19. Sportif (♫athletic)
20. un métier qui aide autrui (♫thriving in a job that helps your brother)
21. sans addiction quelconque (♫not addicted)

### Les paroles vues par les critiques
Le contenu a généré un certain nombre de remarques de la part de critiques. Ainsi, Sal Cinquemani de Slant Magazine note que la chanson « se structure en énumération poétique servie à la sauce Morissette, » tout en citant les critères 3 et 4. Pour Nikki Tranter de PopMatters, la chanson « détaille par le menu ce qu'Alanis recherche chez son mec parfait. Selon la chanson, ce type serait éloquent et intelligent, sexuellement inventif et politiquement conscient, pratiquant l'autodérision et aventureux, athlétique et sans addictions. » Ethan Browne de Metro New York qualifie la liste des exigences pour un petit ami de « bancale [...] avec son vocabulaire involontairement hilarant. »
```
Dans une interview pour 
Spin
, Alanis Morissette déclare qu'elle avait 673 choses qu'elle souhaitait trouver chez un homme, affirmant qu'il lui fallait « remettre la liste à jour après chaque gars. » Elle a également affirmé : "Je veux quelqu'un qui peut être complètement abruti avec moi, qui n'a pas honte, à la limite de l'abject. [. . . ] Alors ça me permet de lui sortir : "Oh, la spiritualité est très importante pour moi, et cette personne, peu importe à quel point j'ai envie de me le faire, ça ne la fera pas plus croire en Dieu." Cette liste m'a déjà sauvé la mise à plusieurs reprises
[
9
]
. » Elle a en outre expliqué la chanson dans un commentaire piste par piste sur l'album :
```

Plus je sais les qualités que je recherche, plus je sais les reconnaître quand elles se présentent, soit tout l'opposé de la première rencontre romantique laissée sous l'influence de réactions chimiques ou au hasard de petits  paramètres indéfinissables, les mains moites, le cœur qui palpite et autres du genre. Souvent une relation, ça commence avec les mains moites et le cœur qui palpite puis ça se termine en gros problèmes de compatibilité insurmontables. En fait, cette notion de compatibilité prend chez moi davantage d'importance à mesure que j'avance en âge.

## Le regard des critiques
21 Things I Want in a Lover a reçu des avis généralement mitigés de la part de la critique professionnelle. Stephen Thomas Erlewine d' Allmusic désigne ce titre comme l'un des points forts de Under Rug Swept, tandis que Michael Paoletta de Billboard parle de la chanson comme d'un « moment de rayonnement victorieux » de l'album.
Robert Christgau fait l'éloge de la chanteuse pour « démontrer instantanément son don pour le riff de guitare qui sort les griffes et accroche, » notant également que l'une des choses qu'elle veut chez un homme, comme « s'opposer à la peine de mort » et « tirer un coup plus de trois fois par semaine » est « en tête d'un couplet mémorable avec un refrain indélébile. »
Jon Pareles de Rolling Stone qualifie la chanson « d'autopromotion aux accords imparables. » Miles Marshall Lewis de LA Weekly est dans le positif, disant qu'il s'agit d'« un pop-rock tout à fait efficace, qui lance l'album avec son style "liste de courses". »
Jim DeRogatis de Salon.com est mitigé et affirme que la chanteuse « a un don pour ruiner ses meilleurs morceaux avec des paroles à la mords-moi-le-nœud, » citant 21 Things comme exemple. Mark Blake de Q remarque que la chanson contient « un riff de guitare sur trampoline pour détourner l'attention des paroles plus compactées qu'une valise la veille des vacances scolaires. Kimberly Reyes de Time passe en revue les paroles, affirmant qu'elles « pourraient facilement servir de messages que les ado envoient au courier du cœur de Seventeen. ». Rob Mitchum de Pitchfork Media a écrit que les paroles sur ce qu'elle recherche chez un homme sont "un mouvement qui pourrait sembler pétri d'auto-complaisance, mais avec une personnalité aussi luminescente que Mme Morissette, c'est tout simplement envoûtant. ». Jennifer Vineyard de MTV News qualifie ce morceau de  « titre texturé Jagged Little Pill-esque, » mais note que ses paroles contiennent un « faisceau de conscience. ».

## Sortie et performances commerciales
21 Things I Want in a Lover sort au Brésil à la radio et à la télévision en tant que troisième single de Under Rug Swept. Le clip vidéo du single comprend des extraits de la sortie DVD Feast on Scraps ; certaines d'entre elles proviennent de lives enregistrés à Ahoy à Rotterdam, aux Pays-Bas, le 13 août 2002, lors de la tournée Toward Our Union Mended d'Alanis Morissette. Le clip musical est créé pour Channel [V] International en Malaisie le 2 novembre et MTV Brasil le 20 novembre. La chanteuse interprète également le titre dans le Jay Leno Show, ainsi que lors des tournées So-Called Chaos (2004) et Guardian Angel (2012). La chanson fait ses débuts dans le Hot 100 du Brésil le 16 novembre 2002, avant de culminer à la 48e position le 30 novembre 2002.